# Fátima Nunes
Fátima Nunes (Paripiranga, 11 de abril de 1953), é uma política brasileira.
Suplente de deputada estadual pelo PSDB, 1991-1994, efetivou-se em janeiro de 1993. Eleita em 2006, para o período 2007-2010, reeleito em 2010, para o período 2011-2014, em 2014, para o período 2015-2019 e em 2018, para o período 2019-2022.

## Desempenho em eleições
| Ano  | Eleição                    | Coligação                                         | Partido | Candidato a       | Votos        | Votos em Cícero Dantas | Resultado  |
| ---- | -------------------------- | ------------------------------------------------- | ------- | ----------------- | ------------ | ---------------------- | ---------- |
| 1990 | Estadual da Bahia          |                                                   | PSDB    | Deputada Estadual | 7.325        |                        | Não eleita |
| 1998 | Estadual da Bahia          | PT, PAN                                           | PT      | Deputada Estadual | 9.586        |                        | Não eleita |
| 2000 | Municipal de Cícero Dantas |                                                   | PT      | Vereadora         | —            | 494                    | Não eleita |
| 2002 | Estadual da Bahia          | PT, PCdoB, PV, PMN                                | PT      | Deputada Estadual | 10.711       | 1.846                  | Não eleita |
| 2006 | Estadual da Bahia          | PT, PCdoB, PTB, PMN                               | PT      | Deputada Estadual | 32.121       | 2.636 (3°)             | Eleita     |
| 2010 | Estadual da Bahia          |                                                   | PT      | Deputada Estadual | 57.843 (22°) | 4.993 (1°)             | Eleita     |
| 2014 | Estadual da Bahia          | PP, PDT, PT, PTB, PR, PSD                         | PT      | Deputada Estadual | 57.057 (29°) | 4.916 (1°)             | Eleita     |
| 2018 | Estadual da Bahia          | PT, PMB, PSD, PR, PDT, PODE, PRP, PP, PSB, Avante | PT      | Deputada Estadual | 69.663 (13°) | 3.334 (2°)             | Eleita     |
| 2022 | Estadual da Bahia          |                                                   | PT      | Deputada Estadual | 56.642       | 5.176 (1°)             | Eleita     |